# Колоратка родезійська
Колора́тка родезійська (Swynnertonia swynnertoni) — вид горобцеподібних птахів родини мухоловкових (Muscicapidae). Мешкає в Африці на південь від Сахари. Вид був названий на честь британського натураліста Чарльза Свіннертона. Це єдиний представник монотипового роду Родезійська колоратка (Swynnertonia).

## Опис

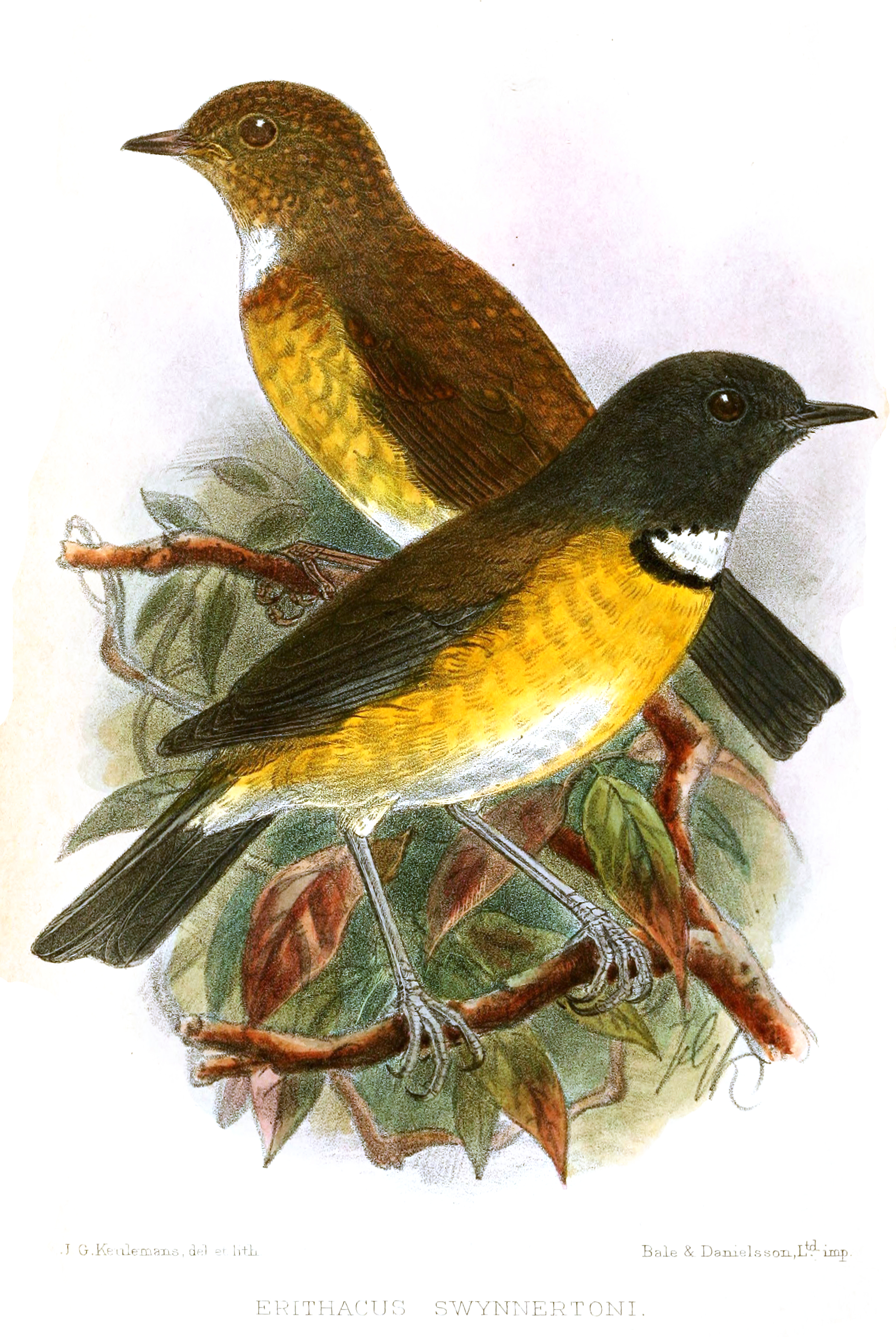
Родезійські колоратки

Довжина птаха становить 13-14 см. Голова і верхня частина тіла сизі, груди оранжеві На верхній частині горла невелика, малопомітна біла пляма з чорними краями.

## Підвиди
Виділяють два підвиди:
- S. s. swynnertoni (Shelley, 1906) — гори Східного нагір'я на сході Зімбабве і заході Мозамбіку;
- S. s. rodgersi Jensen & Stuart, S, 1982 — гори Удзунгва і Усамбара (Танзанія).

## Поширення і екологія
Родезійські колоратки мешкають в Зімбабве, Мозамбіку і Танзанії. Вони живуть в гірських тропічних лісах. зокрема в заповідниках Бунга і Чірінда, на висоті від 850 до 1850 м над рівнем моря, в східних Усамбарах у рівнинних тропічних лісах, на висоті від 130 до 550 м над рівнем моря. Зустрічаються парами. Живляться комахами, іншими безхребетними і дрібними плами, під час сезону посухи регулярно слідкують на кочовими мурахами. Гніздяться в заростях драцени Dracaena fragrans. В Зімбабве і Мозамбіку сезон розмноження триває з жовтня по січень, в горах Уздугнва гніздування тісно пов'язане з сезоном дощів, який триває з листопада по квітень.

## Збереження
МСОП класифікує цей вид як вразливий. За оцінками дослідників, популяція родезійських колораток становить від 3500 до 15000 птахів. Їм загрожує знищення природного середовища.